# 1367
Cette page concerne l'année 1367  du calendrier julien. Pour l'année 1367 av. J.-C., voir 1367 av. J.-C.
L'année 1367 est une année commune qui commence un vendredi.

## Événements
- 13 novembre : en Chine, Zhu Yuanzhang, maître de Nankin, lance une expédition de 250 000 hommes vers le Sud qui s'empare facilement du Fujian, du Guangdong et du Guangxi, puis envahit le Shandong en décembre[1].

- Début du règne de Tezozomochtli, roi des Tépanèques  (fin en 1426)[2].

### Europe
- 18 janvier : début du règne de Ferdinand Ier, roi de Portugal, dernier souverain de la dynastie de Bourgogne (jusqu'en 1383)[3].

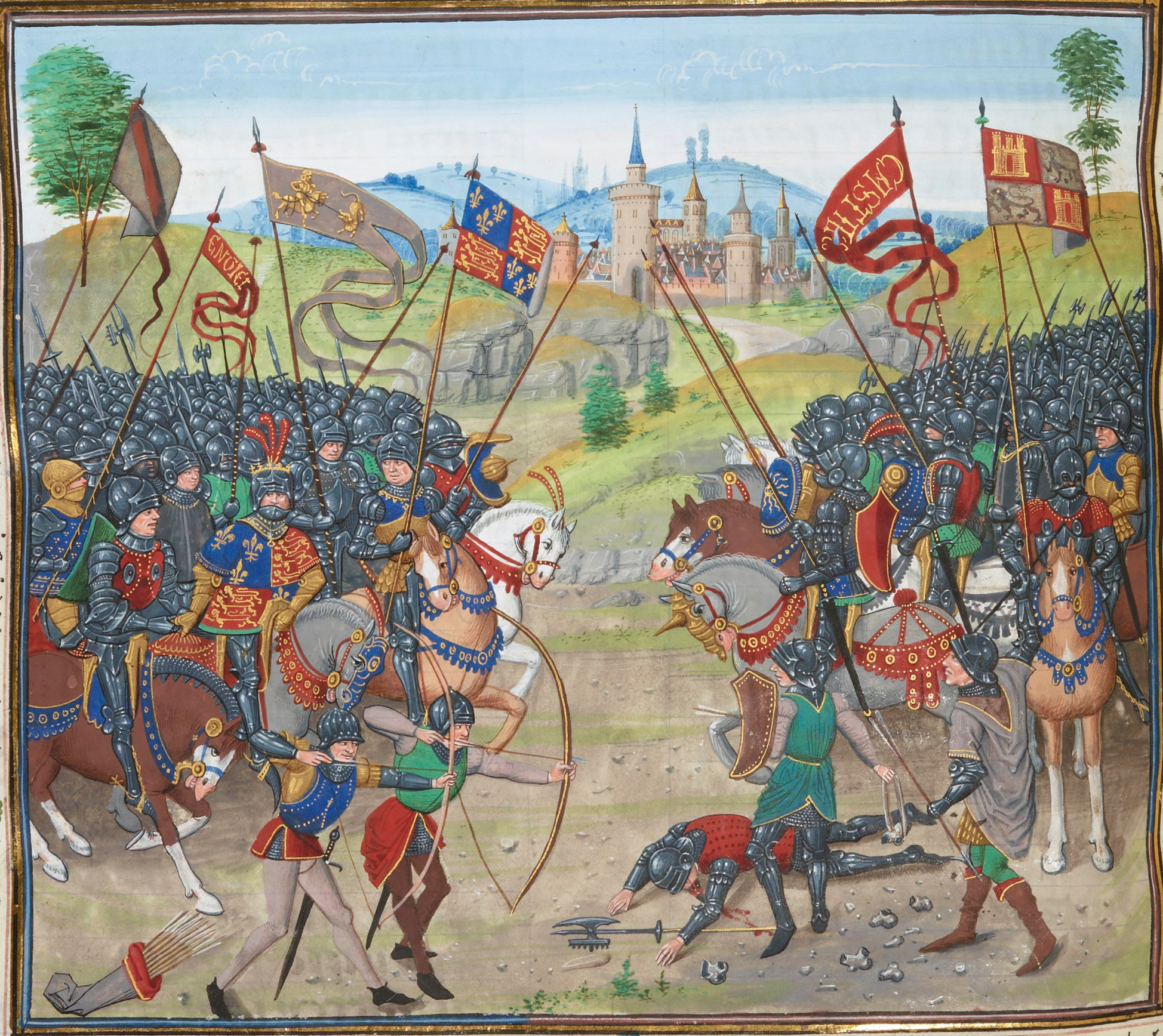
3 avril : bataille de Nájera, d'après un manuscrit du XVe siècle.

- 3 avril : Du Guesclin est fait prisonnier à la bataille de Nájera (Espagne) au cours de son expédition menée contre le roi de Castille, Pierre Ier le Cruel, soutenu par le Prince Noir et Jean de Gand. Pierre remonte sur le trône de Castille[4].
- 19 juillet : une ordonnance du roi de France lève des subsides pour la défense générale du royaume[5]. Charles V promulgue des ordonnances visant à la création d'une armée moderne et à l'organisation de la défense du royaume.
- Septembre : Henri de Trastamare, qui s'est réfugié en Aquitaine après sa défaite à Najera, repasse les Pyrénées avec une armée. La plupart des villes de Vieille-Castille lui ouvrent leurs portes[6].
- 9 septembre : le prévôt de Paris prend une ordonnance pour obliger les mendiants à curer les fossés de la ville[7].

- 16 octobre : le pape Urbain V rentre à Rome (1367-1370), puis regagne Avignon en 1370, où il meurt[8].
- 19 novembre : confédération de Cologne[9]. La Hanse Teutonique se dote d’une constitution pour se défendre contre la menace danoise.

- Création de la ligue de Souabe dirigée par le comte d'Eberstein contre Eberhard II de Wurtemberg[10].
- Après sa destruction, le Groenland knörr, navire chargé de la liaison entre le Danemark et le Groenland, n’est pas remplacé[11].
- Fondation de l’université de Pécs en Hongrie[12].